# Эскадренные миноносцы типа «Каба»
Эскадренные миноносцы типа «Каба» (яп. 樺型駆逐艦 Кабагата кутикукан) — тип японских эскадренных миноносцев. Как и все японские эсминцы II класса того времени (включая предыдущий тип «Сакура»), имели «ботанические» названия.

## Строительство
Заказаны в сентябре 1914 года. Конструктивно близки к предшествующим эсминцам типа «Сакура», отличаются меньшим числом паровых котлов (4 против 5) и в связи с этим более высокой и тонкой носовой дымовой трубой, другим соотношением нефти и угля в запасе топлива, а также трёхтрубными 450-мм торпедными аппаратами вместо двухтрубных (однако, при этом кормовой торпедный аппарат имел ограниченный сектор обстрела — менее 55° на каждый борт).
Эсминцы отличались рекордными темпами постройки — вся серия из 10 единиц была построена всего за 5 месяцев, что объясняется размещением заказа на восьми разных верфях, на тот момент слабо загруженными строительством других кораблей.
В 1917 году Франция закупила для своих ВМС 12 эсминцев типа «Каба» (тип «Араб»). Кроме них, других крупных кораблей японской постройки во флоте европейских стран не было. Возможными причинами, подтолкнувшими французов к закупке эсминцев этого типа, могли быть низкая цена и рекордная скорость строительства, однако их тактико-технические характеристики к 1917 году уже были ниже среднего.

## История службы
Среди всех японских эсминцев того времени у «Каба» служба была самой напряжённой: Антанта в марте 1917 года запросила переброс восьми эсминцев этого типа в Средиземное море, где их базировали на Мальте. «Каба» действовали против австро-венгерского флота на Адриатике, сопровождали конвои и вели противолодочное патрулирование.
11 июня 1917 года австро-венгерская подводная лодка U-27 торпедировала «Сакаки» северо-восточнее острова Китира. Эсминец получил тяжёлые повреждения, но был отремонтирован.
После войны корабли вернулись в Японию. 1 сентября 1923 года во время Токийского землетрясения «Мацу» и «Касива» были выброшены на камни, но позже отремонтированы и вернулись в строй.
В начале 1931 года 7-й дивизион эсминцев («Суги», «Мацу», «Касива», «Сакаки») был включён в состав Китайской эскадры, но из-за морального устаревания в ноябре 1931 года все десять кораблей были исключены из списков и в 1932 году сданы на слом.

## Представители серии
| Название                          | Место постройки                    | Заложен              | Спущен на воду       | Вступил в строй     | Судьба                   |
| --------------------------------- | ---------------------------------- | -------------------- | -------------------- | ------------------- | ------------------------ |
| Каба (яп. 樺 берёза)              | Йокосука, Япония                   | 1 декабря 1914 года  | 6 февраля 1915 года  | 5 марта 1915 года   | Сдан на слом в 1932 году |
| Касива (яп. 柏 дуб)               | верфи «Мицубиси», Нагасаки, Япония | 3 ноября 1914 года   | 14 февраля 1915 года | 4 апреля 1915 года  | Сдан на слом в 1932 году |
| Сакаки (яп. 榊 клейера японская)  | Сасебо, Япония                     | 5 ноября 1914 года   | 15 февраля 1915 года | 26 марта 1915 года  | Сдан на слом в 1932 году |
| Кацура (яп. 桂 багряник японский) | Куре (Япония), Япония              | 1 декабря 1914 года  | 4 марта 1915 года    | 31 марта 1915 года  | Сдан на слом в 1932 году |
| Суги (яп. 杉 криптомерия)         | Осака, Япония                      | 24 ноября 1914 года  | 16 февраля 1915 года | 7 апреля 1915 года  | Сдан на слом в 1932 году |
| Каэдэ (яп. 楓 клён)               | Майдзуру, Япония                   | 25 октября 1914 года | 20 февраля 1915 года | 25 марта 1915 года  | Сдан на слом в 1932 году |
| Умэ (яп. 梅 японская слива)       | верфи «Кавасаки», Кобе, Япония     | 10 ноября 1914 года  | 27 февраля 1915 года | 31 марта 1915 года  | Сдан на слом в 1932 году |
| Кири (яп. 桐 павловния войлочная) | Урага, Япония                      | 24 ноября 1914 года  | 28 февраля 1915 года | 22 апреля 1915 года | Сдан на слом в 1932 году |
| Кусуноки (яп. 楠 камфорное дело)  | верфи «Кавасаки», Кобе, Япония     | 10 ноября 1914 года  | 5 марта 1915 года    | 31 марта 1915 года  | Сдан на слом в 1932 году |
| Мацу (яп. 松 сосна)               | верфи «Мицубиси», Нагасаки, Япония | 3 ноября 1914 года   | 5 марта 1915 года    | 6 апреля 1915 года  | Сдан на слом в 1932 году |

Кроме того, к 1917 году было построено ещё 12 кораблей для ВМС Франции (тип «Араб»).